# Полянный
Полянный — посёлок в Сосновском районе Челябинской области России. Входит в состав Солнечного сельского поселения.

## География
Единственная улица посёлка: Ракетная.

## Население
| 2002 | 2010 |
| ---- | ---- |
| 181  | ↗186 |

## Инфраструктура
Личное подсобное хозяйство. На окраине посёлка расположена страусиная ферма, являющаяся поставщиком мяса и яиц африканского страуса. На ферму организованы экскурсии.

## Транспорт
Доступен автотранспортом. 